# Hoàng mã quái
Hoàng mã quái (giản thể: 黃马褂; phồn thể: 黃馬褂; bính âm: Huáng mǎguà) là một biểu tượng danh dự cao quý trong triều đại nhà Thanh. Vì màu vàng là màu bị cấm, đại diện cho Hoàng đế, trang phục chỉ được ban cho các quan lại cấp cao và cận vệ của Hoàng đế.